# Katrine Svane
Katrine Svane Jacobsen (Viborg, 17 marzo 1998) è una calciatrice danese, portiere dell'AGF e della nazionale danese.

## Carriera

### Nazionale
Nel 2022 è stata convocata dalla nazionale danese per gli Europei.